# 黃竹坑新圍
黃竹坑新圍是香港的一條鄉村（並非圍村），位於香港島南區黃竹坑香港仔隧道出口之東南，為黃竹坑舊圍的擴建部份。其舊民居（又稱黃竹坑新圍10號）被列作為香港二級歷史建築。

## 歷史
黃竹坑新圍由香港圍（今黃竹坑舊圍）村民於1860年興建，以安置數量越來越多的村民，當時稱作新圍，以區別原有的香港圍。村內原居民為周姓，晚清及香港著名人物周壽臣就是在新圍長大。至1936年，英國國王佐治五世為了表揚周壽臣對香港的貢獻，將香港圍附近的一座山頭命名壽臣山，舊圍及新圍附近一帶則得名自壽山村。
香港重光後，該村的名稱逐漸被稱為黃竹坑新圍。1970年代末期，隨著香港仔隧道工程展開，大部份的黃竹坑舊圍地方被港英政府強逼拆卸，新圍相對地未有受到太大影響。然而，隨著年青一代遷出，原姓居民不斷減少。
村內歷史最悠久的現存建築物為黃竹坑新圍10號，建於1890年代，被視為香港前現代式建築風格的村屋典範。其業權在1992年轉予香港政府，於1996年為其進行大規模修葺，由古物古蹟辦事處管理。

## 資料來源
1. ↑  前身「香港圍」 周壽臣出生地 《明報》 2013年3月11日